# 竹上藤次郎
竹上 藤次郎（たけがみ とうじろう、1887年（明治20年）1月17日）- 1961年（昭和36年）8月13日）は、大正から昭和期の日本の実業家、政治家。衆議院議員、京都府会議長、京都商工会議所会頭。

## 経歴
京都府 京都市上京区五辻通大宮五辻町で、生糸問屋「八文字屋」通称「八藤」当主・竹上藤造の二男として生まれる。桃薗校を経て京都市立第一商業学校（現京都市立西京高等学校・附属中学校）に入学。1902年（明治35年）弁護士を目指して京都法政学校（現立命館大学）に転じたが、同年末、父の意思で第一商業に復帰し、1907年（明治40年）3月に卒業。その後、日本大学法律学科に進んだが、家業の継承のため中退し帰郷した。
1913年（大正2年）5月、竹上生糸 (株) を設立して社長に就任し、1918年（大正7年）10月に個人経営に復して、1940年（昭和15年）統制令による廃業まで経営した。その他、竹上商店社長、京都蚕糸商同業組合長、京都商工会議所会頭、京都染織見本市協会理事長、京都府商工経済会会頭、日本生糸取締役、京都ホテル社長、京都ステーションホテル社長、満洲皮革社長、京都繊維取引社長、京都貿易社長、内外印刷取締役会長、日本レース取締役、相互運送取締役、京都株式取引所理事、京都府繊維製品取締役社長などを務めた。
政界では1913年（大正2年）4月、京都市会議員に当選。1915年（大正4年）9月、京都府会議員に選出され1920年（大正9年）5月まで2期在任。この間、同市部会議長、同参事会員（2期）、同議長（1919年10月-1920年5月）などを務めた。1920年5月、第14回衆議院議員総選挙（京都府県第1区、 立憲政友会公認）で当選し、政友会の分裂後は無所属となり、衆議院議員に1期在任した。
戦後公職追放となった。1949年（昭和24年）9月、追放解除により京都商工会議所顧問を委嘱され、死去するまで在任した。

## 国政選挙歴
- 第13回衆議院議員総選挙（京都府京都市、1917年4月、無所属）落選[7]
- 第14回衆議院議員総選挙（京都府県第1区、1920年5月、立憲政友会公認）当選[5]
- 第16回衆議院議員総選挙（京都府第1区、1928年2月、中立）落選[8]

## 著作
- 『実験商業経営法 上巻』京都蚕糸商同業組合、1909年。